# DRTV
DRTV er en internet-baseret streamingtjeneste udviklet af DR, der gør det muligt at se DR's tv-kanaler direkte og se tidligere tv-programmer on demand på forskellige platforme og operativsystemer. Tjenesten hed tidligere DR Nu, men blev relanceret den 2. juni 2014 som DR TV, senere skrevet DRTV.
Den 30. oktober 2015 blev tjenesten tilgængelig som en app på Apple TV, og den 30. november 2015 på Playstation 3 og 4. Den 17. marts 2017 blev DRTV tilgængelig som en app på Panasonic fjernsyn fra årgang 2014-2017.

## Historie
DR Nu var DR's første tjeneste for live Tv via internettet, udviklet af DR i 2010, der gjorde det muligt at se DRs tv-kanaler direkte og se nogle af tidligere tv-programmer on demand, som var mulig, at tilgå via hjemmesiden - www.dr.dk/nu,  ved brug af en browser.
Siden marts 2012 har tjenesten desuden kunne bruges på iOS- og Android-enheder efter at DR udviklede en HTML5-udgave af tjenesten.
I januar 2013 blev der laver et pilotprojekt på nogle fjernsyn, der understøtter den nye HbbTV-teknologi.  men den 2. juni 2014 blev det relanceret som DR TV, der kun tilgå som app til IOS, Android og Windows Phone, samt smart-tv via HbbTV-standarden. Den 30. oktober 2015 blev tjenesten tilgængelig som en app på Apple TV, efteråret 2019 blev den lanceret en nyt design til DRTV, som var inspireret af Netflix, for at få en mere "personlig oplevelse" og "inspirere folk til at se vores indhold".  I 2022 fjernede DR understøttelsen af PlayStation 4 og PlayStation 5, og således kunne DRTV ses via "mobiler, tablets, computere og SmartTV med AndroidTV eller HbbTV - eller via en Chromecast, Android- eller Apple TV-boks tilsluttet skærmen." 